# 圣沙蒙
圣沙蒙（法語：Saint-Chamond，發音：[sɛ̃ ʃamɔ̃] ⓘ），法国东南部城市，奥弗涅-罗讷-阿尔卑斯大区卢瓦尔省的一个市镇，隶属于圣艾蒂安区，其市镇面积为54.9平方公里，2022年1月1日时人口数量为35,586人，是该省人口第二多的市镇，仅次于省会圣艾蒂安，在法国市镇中排名第221位。
圣沙蒙位于卢瓦尔省东南部，日耶河谷中，是雅雷地区的中心城市，同时也是圣艾蒂安都会区的重要组成部分，距离圣艾蒂安市区约12公里。圣沙蒙所处的日耶河谷是法国重要的经济走廊，圣艾蒂安－里昂铁路、A47高速公路以及多条省道由此通过。法国司法科学家埃德蒙·洛卡德出生于此，法国政治家安托万·比内曾于1947至1977年间担任圣沙蒙市长职务。

## 地名来源
“圣沙蒙”一名来源于天主教圣人里昂的埃德蒙，最初以的形式被记载，后逐渐衍变成为。

## 历史

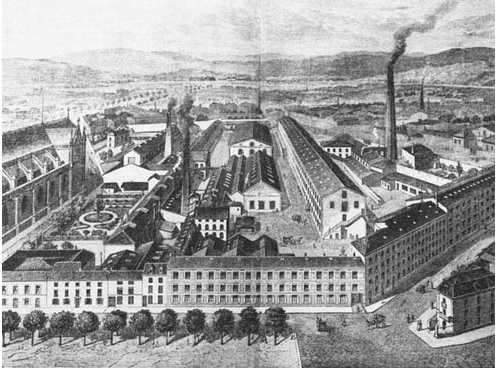
工业革命市区圣沙蒙的工厂

在罗马时期，一条长达86公里的引水渠由圣沙蒙境内南侧出发连接里昂，彼时，圣沙蒙所处的日耶河谷被森林覆盖。西罗马帝国破灭后，圣沙蒙为里昂伯爵的一处保护领地。伊济约教堂最初于公元984年被提及。宗教战争时期，圣沙蒙领主梅尔希奥尔·米特·德·舍夫利埃保护该地区的传统教徒，修建了两处教堂，并扩建了其宅邸。17世纪时，圣沙蒙出现了法政牧师宫殿（Maison des Chanoines）。法国大革命后，圣沙蒙成为卢瓦尔省的一个市镇。工业革命期间，途径此地的里昂－圣艾蒂安铁路成为法国最早建成的准轨铁路之一，后成为莫雷－里昂铁路的一部分。20世纪初，圣沙蒙因其相对隐蔽的地形而成为重要的军事工业城市，奥梅库尔海军钢铁公司为其代表，其生产的坦克以“圣沙蒙”命名。第二次世界大战期间，圣沙蒙出现了多个抵抗运动组织。20世纪50年代初，圣沙蒙的工业和城市发展达到顶峰，人口逐年上升。但此后在能源危机的影响以及国家竞争的冲击下，当地的工业日趋衰落，奥梅库尔钢铁公司于1970年倒闭，圣沙蒙的失业率急剧上升，造成了严重的社会问题。21世纪后，圣沙蒙逐渐发展成为一座以第三产业为主的城市，并在圣艾蒂安的城市扩张影响下逐渐成为其城市圈的一部分。

## 地理

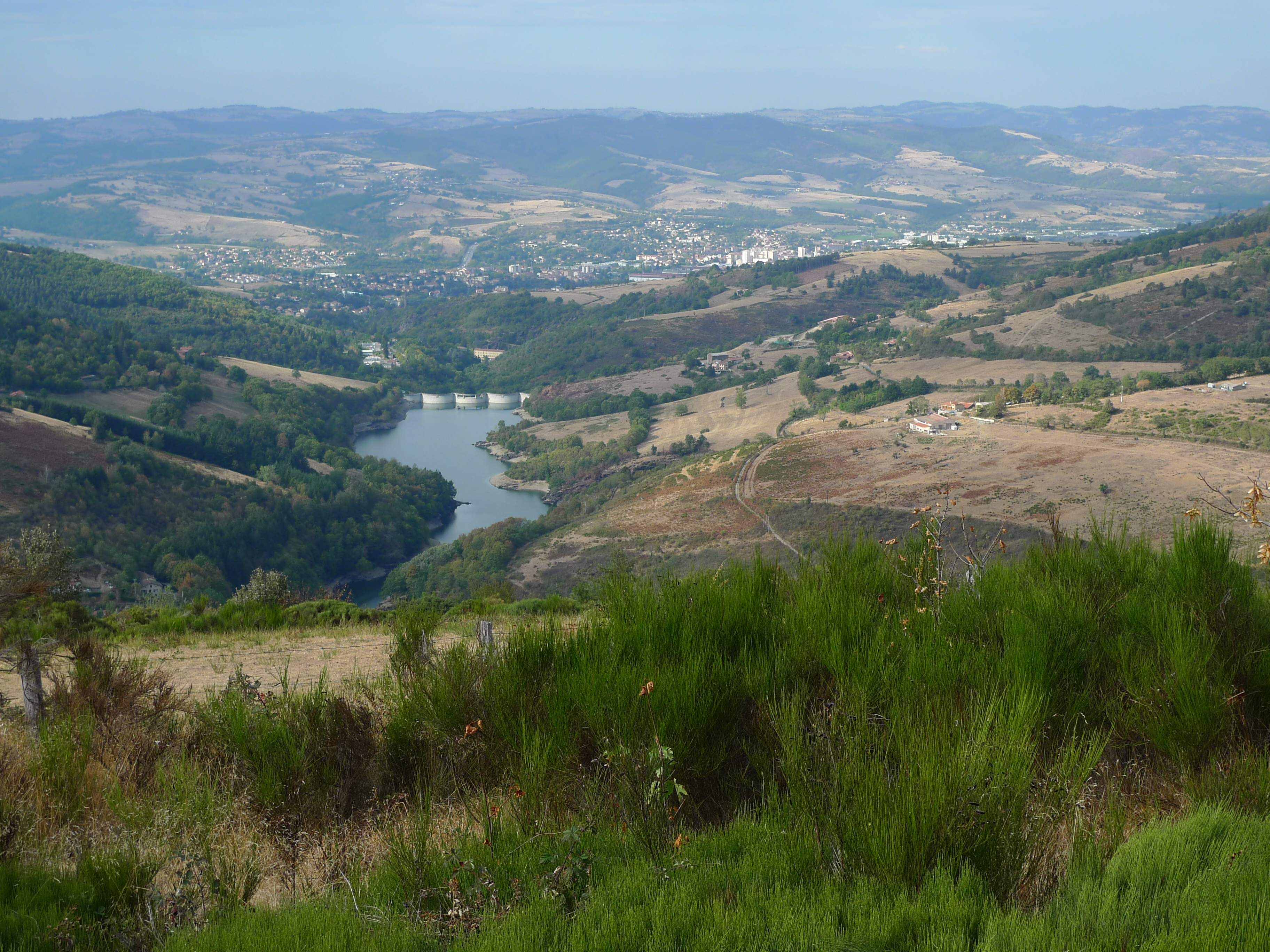
从皮拉山眺望圣沙蒙市区

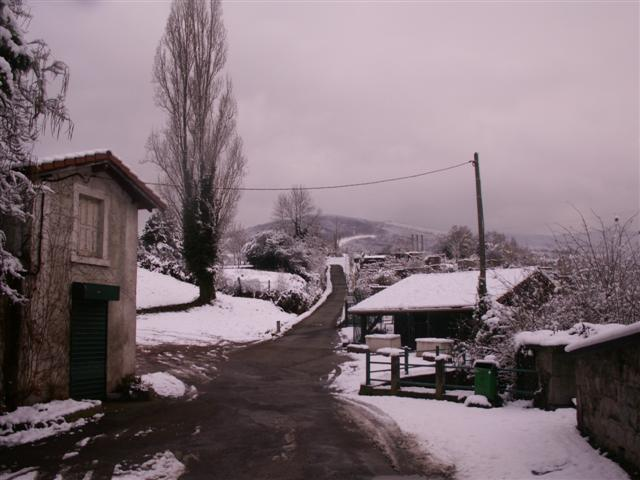
雪后圣沙蒙附近的村庄

圣沙蒙位于法国东南部，奥弗涅-罗讷-阿尔卑斯大区中部和卢瓦尔省东南部，距离省会圣艾蒂安大约12公里。与圣沙蒙接壤的市镇包括：拉瓦拉昂日耶、塞略、杜瓦济约、洛尔姆、雅雷地区圣克里斯托、圣艾蒂安、圣让博讷丰、雅雷地区圣保罗、索尔比耶、多尔莱河畔拉泰拉斯。

### 地形
圣沙蒙位于日耶河谷中，境内以丘陵和山地为主，北侧为福雷山、南侧为皮拉山，市中心位于一处谷地上，地势相对平坦，全境海拔在326到1,051米之间。

### 水文
日耶河自西南向东部流经境内，水量较小，部分河段被人工建筑物覆盖，该河是罗讷河的支流，后者为法国五大河流之一。此外多条溪流从南北两侧的山脉汇入日耶河中。

### 植被
圣沙蒙属于温带落叶林区，市区内的主要绿地公园包括纳尔逊·曼德拉公园（Parc Nelson Mandela）、拉贝斯公园（Parc Labesse）等，均常年免费向公众开放。林地则广泛分布于市区南北两侧的山地上。

### 气候
圣沙蒙在柯本气候分类法中属于温带海洋性气候，因海拔较高，地形封闭，当地气候带有一定的山地特征。
距离圣沙蒙最近的气象站位于塞略境内，以下为该气象站的数据（其中日照数据取自布泰翁）：
| 塞略1981年－2019年  | 塞略1981年－2019年 | 塞略1981年－2019年 | 塞略1981年－2019年 | 塞略1981年－2019年 | 塞略1981年－2019年 | 塞略1981年－2019年 | 塞略1981年－2019年 | 塞略1981年－2019年 | 塞略1981年－2019年 | 塞略1981年－2019年 | 塞略1981年－2019年 | 塞略1981年－2019年 | 塞略1981年－2019年 |
| 月份                | 1月                | 2月                | 3月                | 4月                | 5月                | 6月                | 7月                | 8月                | 9月                | 10月               | 11月               | 12月               | 全年               |
| ------------------- | ------------------ | ------------------ | ------------------ | ------------------ | ------------------ | ------------------ | ------------------ | ------------------ | ------------------ | ------------------ | ------------------ | ------------------ | ------------------ |
| 历史最高温 °C（°F） | 19.3 (66.7)        | 20.2 (68.4)        | 25.3 (77.5)        | 28.3 (82.9)        | 32.6 (90.7)        | 35.9 (96.6)        | 39.4 (102.9)       | 39.2 (102.6)       | 33.1 (91.6)        | 27.7 (81.9)        | 23.1 (73.6)        | 19.5 (67.1)        | 39.4 (102.9)       |
| 平均高温 °C（°F）   | 6.5 (43.7)         | 8.4 (47.1)         | 12.6 (54.7)        | 16 (61)            | 20.7 (69.3)        | 24.7 (76.5)        | 26.5 (79.7)        | 26.2 (79.2)        | 21.7 (71.1)        | 17.1 (62.8)        | 10.6 (51.1)        | 6.8 (44.2)         | 16.5 (61.7)        |
| 日均气温 °C（°F）   | 3.4 (38.1)         | 4.8 (40.6)         | 8.2 (46.8)         | 11.2 (52.2)        | 15.6 (60.1)        | 19.2 (66.6)        | 20.9 (69.6)        | 20.8 (69.4)        | 16.7 (62.1)        | 12.9 (55.2)        | 7.2 (45.0)         | 3.8 (38.8)         | 12.1 (53.8)        |
| 平均低温 °C（°F）   | 0.2 (32.4)         | 1.2 (34.2)         | 3.8 (38.8)         | 6.3 (43.3)         | 10.5 (50.9)        | 13.8 (56.8)        | 15.3 (59.5)        | 15.3 (59.5)        | 11.7 (53.1)        | 8.6 (47.5)         | 3.8 (38.8)         | 0.8 (33.4)         | 7.6 (45.7)         |
| 历史最低温 °C（°F） | −10.4 (13.3)       | −13.1 (8.4)        | −11 (12)           | −4.1 (24.6)        | 1.8 (35.2)         | 5.4 (41.7)         | 7.9 (46.2)         | 7.4 (45.3)         | 3.5 (38.3)         | −3.1 (26.4)        | −8.6 (16.5)        | −11.1 (12.0)       | −13.1 (8.4)        |
| 平均降水量 mm（）   | 32.3 (1.27)        | 32.1 (1.26)        | 36.5 (1.44)        | 47.7 (1.88)        | 63.8 (2.51)        | 66.5 (2.62)        | 64 (2.5)           | 70 (2.8)           | 61.9 (2.44)        | 69.7 (2.74)        | 74.7 (2.94)        | 43.6 (1.72)        | 662.8 (26.09)      |
| 月均日照時數        | 85.6               | 108.8              | 159.3              | 182.4              | 212.9              | 239.5              | 273.1              | 251.4              | 187.3              | 133.5              | 83.5               | 67.9               | 1,985.2            |
| 来源：infoclimat.fr |                    |                    |                    |                    |                    |                    |                    |                    |                    |                    |                    |                    |                    |

## 行政区划
圣沙蒙是法国奥弗涅-罗讷-阿尔卑斯大区卢瓦尔省的一个市镇，编号为42207。圣沙蒙隶属于圣艾蒂安区和卢瓦尔省第三选区，管理圣沙蒙县，同时也是圣艾蒂安都会区的组成部分。
圣沙蒙市镇被划为6个街区，并实行街区自治制度。
法国国家统计与经济研究所（简称）在进行数据统计时，将圣沙蒙及相邻的另外15个市镇设为圣沙蒙城市区。自2011年起，该城市区整体被并划入圣艾蒂安城市区的范围。同时，还将圣沙蒙市镇分为了16个“块区”（IRIS），以便于统计人口分布情况。

## 交通

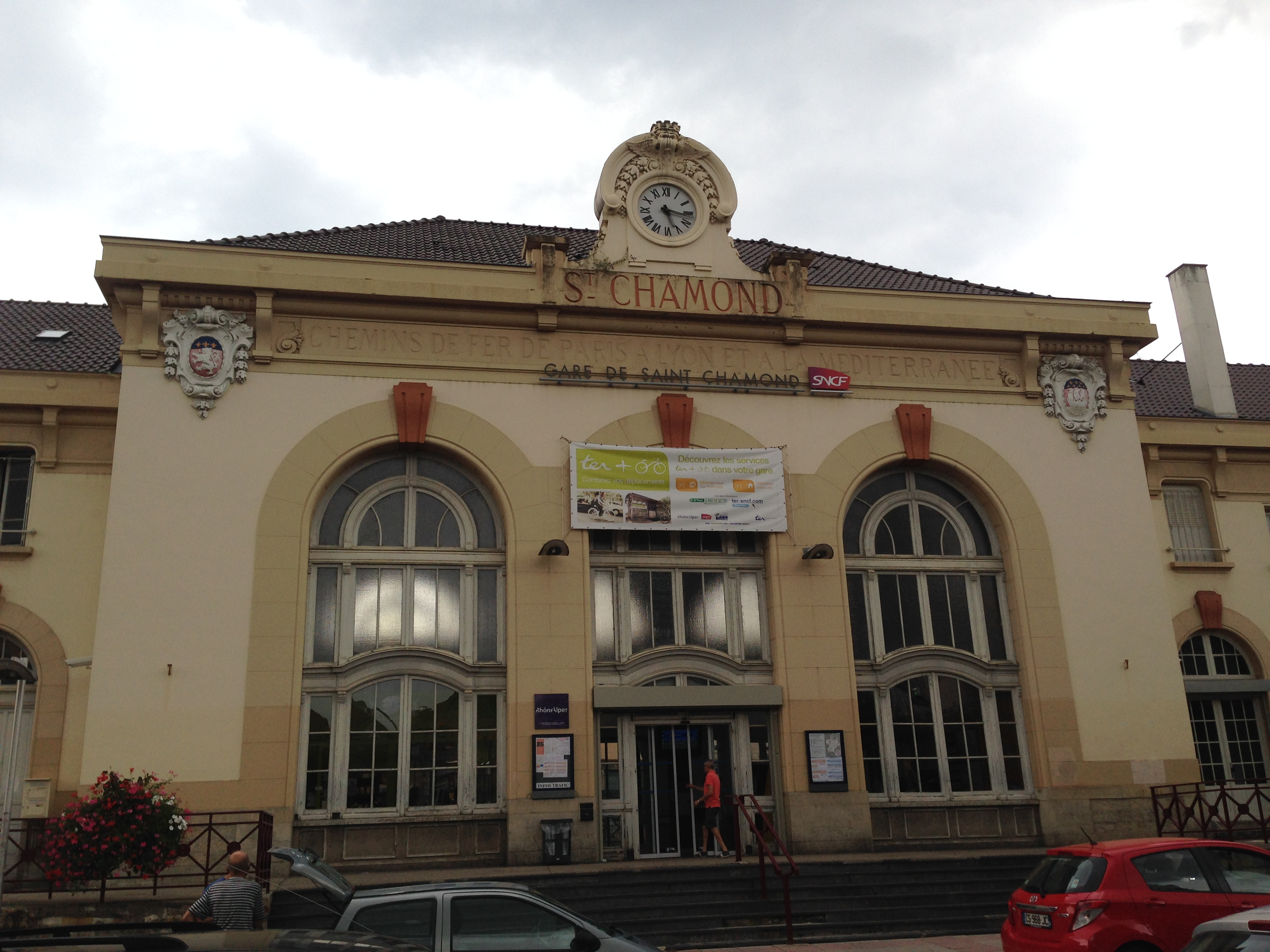
圣沙蒙火车站

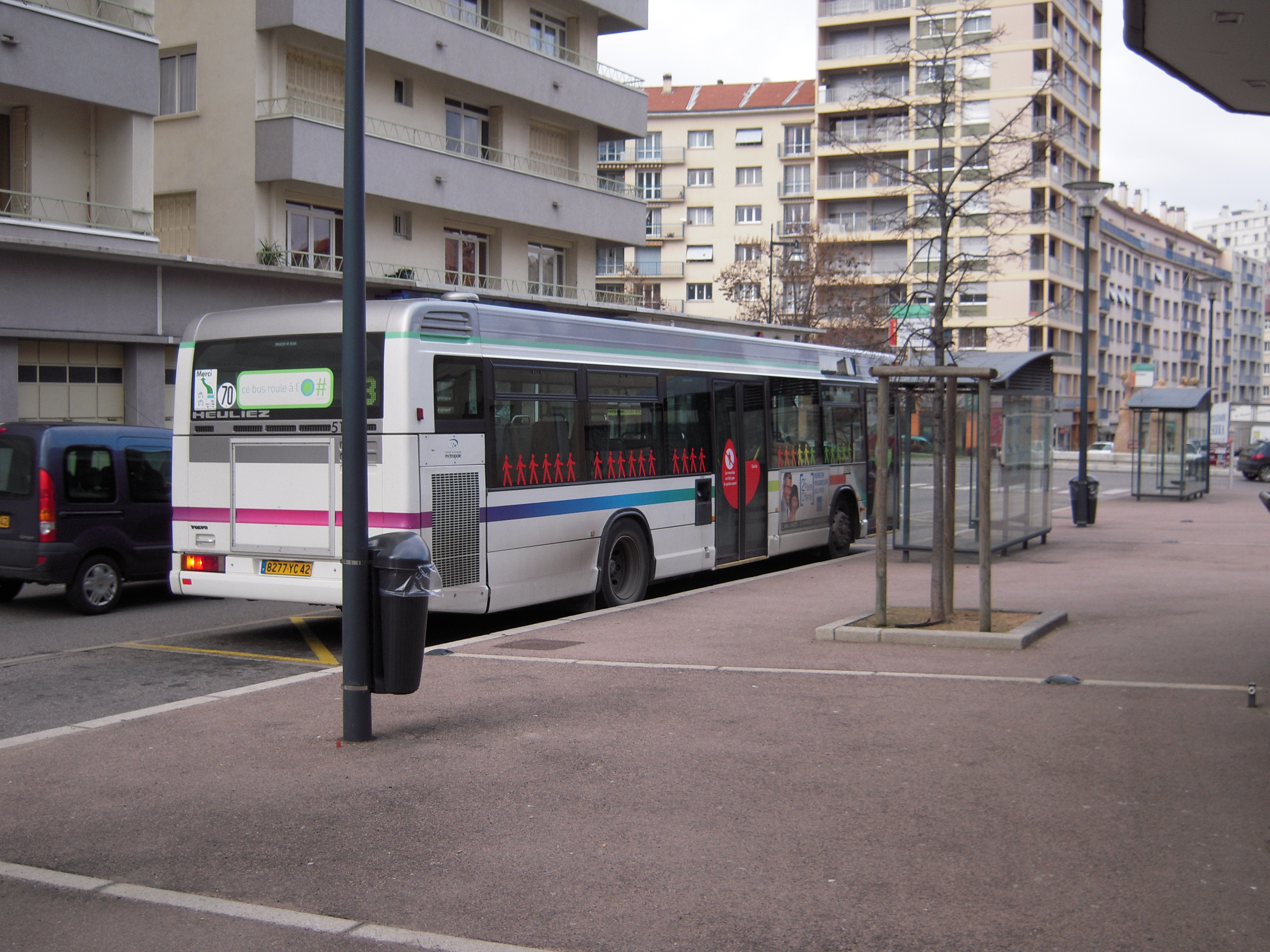
圣沙蒙街头的一辆公共汽车

### 公路
法国国家A47号高速公路经过圣沙蒙市区西部和北部，通过15和16号出入口连接市区；D2线、D32线、D36线、D36.2线、D37线、D288线和D1498线（快速公路）经过圣沙蒙境内。
2017年，70%的圣沙蒙家庭拥有至少一辆的私人汽车。2018年，圣沙蒙境内共发生各类交通事故19起，造成2人遇难，21人受伤。

### 铁路
圣沙蒙位于莫雷－里昂铁路上。圣沙蒙站位于市区中部，该站停靠往返于里昂和圣艾蒂安一线的区域列车，已实现公交化运营，高峰期班次间隔约30分钟，部分班次延伸至昂贝略昂比热或菲尔米尼。

### 航空
距离圣沙蒙最近的民用航空站为里昂圣埃克絮佩里机场，距离圣沙蒙市中心的公路里程约64公里。

### 城市公共交通
2006年，圣沙蒙所处的日耶河谷公交线路网（商业名称为）被整合成为圣艾蒂安城市公共交通的一部分。截至2021年1月，该系统共包括数十条公交线路，其中5路、41路、45路等线路经过圣沙蒙市区。

## 政治

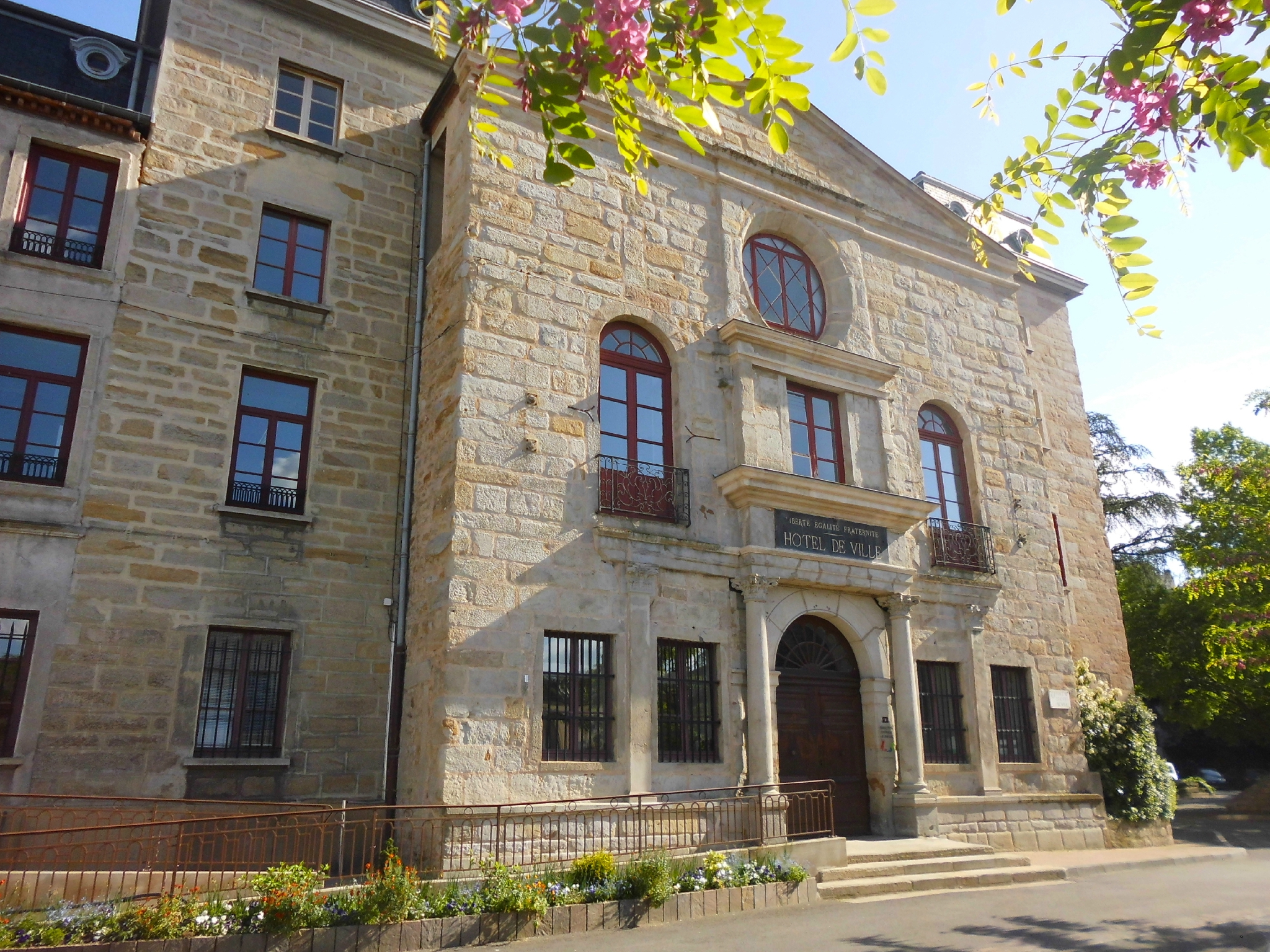
圣沙蒙市政厅

圣沙蒙的现任市长为埃尔韦·雷诺先生（Hervé Reynaud），他是共和党的一名成员，在2020年的市政选举中获得了58.92%的支持率。
在2017年的法国总统大选中，法国第25任总统埃马纽埃尔·马克龙在圣沙蒙获得了64.78%的支持率。
| 圣沙蒙历届市长 |                 |                                              |
| 任期           | 市长            | 党派                                         |
| 1944年－1945年 | 阿尔贝·费拉兹   | 無黨籍                                       |
| 1945年－1947年 | 朱尔·布瓦耶     | 無黨籍                                       |
| 1947年－1977年 | 安托万·比内     | CNIP全国独立人士与农民中心                   |
| 1977年－1989年 | 雅克·巴代       | PS社会党                                     |
| 1989年－2008年 | 热拉尔·迪卡尔   | RPR保衛共和聯盟 →UMP人民运动联盟             |
| 2008年－2014年 | 菲利普·基齐里安 | PS社会党                                     |
| 2014年－       | 埃尔韦·雷诺     | UMP人民运动联盟 →DVD右翼无党派人士 →LR共和黨 |

## 人口
2017年，圣沙蒙市镇人口数量为34,967，在法国排名第221位。其中男性16,327人，女性18,640人，75岁及以上人口占10.5%，外籍人口数量为7,427人，人口密度为637人/平方公里，当地居民被称为（男性）或（女性）。2018年，圣沙蒙境内出生390人，死亡人口364人。
| 年份   | 1936   | 1946   | 1954   | 1962   | 1968   | 1975   | 1982   | 1990   | 1999   | 2006   | 2011   | 2016   | 2018   |
| ------ | ------ | ------ | ------ | ------ | ------ | ------ | ------ | ------ | ------ | ------ | ------ | ------ | ------ |
| 人口數 | 14,711 | 14,820 | 15,580 | 17,107 | 37,728 | 40,250 | 40,267 | 38,878 | 37,378 | 35,608 | 35,419 | 35,339 | 34,979 |

## 经济
圣沙蒙是一个区域性的中心城市，当地共有各类用人单位3,869家，平均历史为15年，其中98.56%为中小型企业（PME）。、及是当地2019年营业额最高的三个企业，分别为108,563,299欧元、106,480,771欧元和78,938,748欧元，均属于肉制品生产和销售。

## 财政收入
2018年，圣沙蒙的财政收入总额为44,756,400欧元，财政支出总额为41,199,200欧元，当年的债务总额为9,567,290欧元。
2015年，圣沙蒙的人均收入总额为2,415欧元，其中高职人员为3,953欧元，普通职员为1,794欧元。
2017年，圣沙蒙境内的青壮年（15至64岁）失业率为16.7%，当地44.6%的家庭拥有纳税资格。

## 社会事务

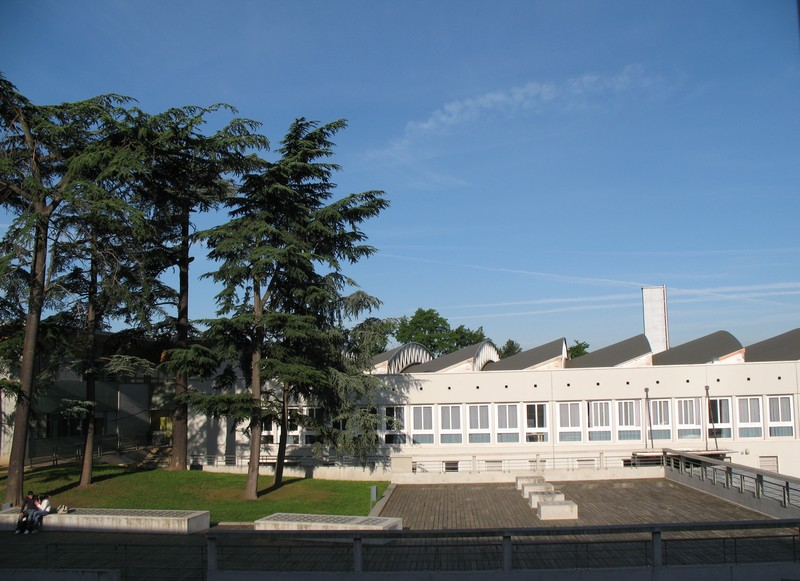
克洛德·勒布瓦高级中学

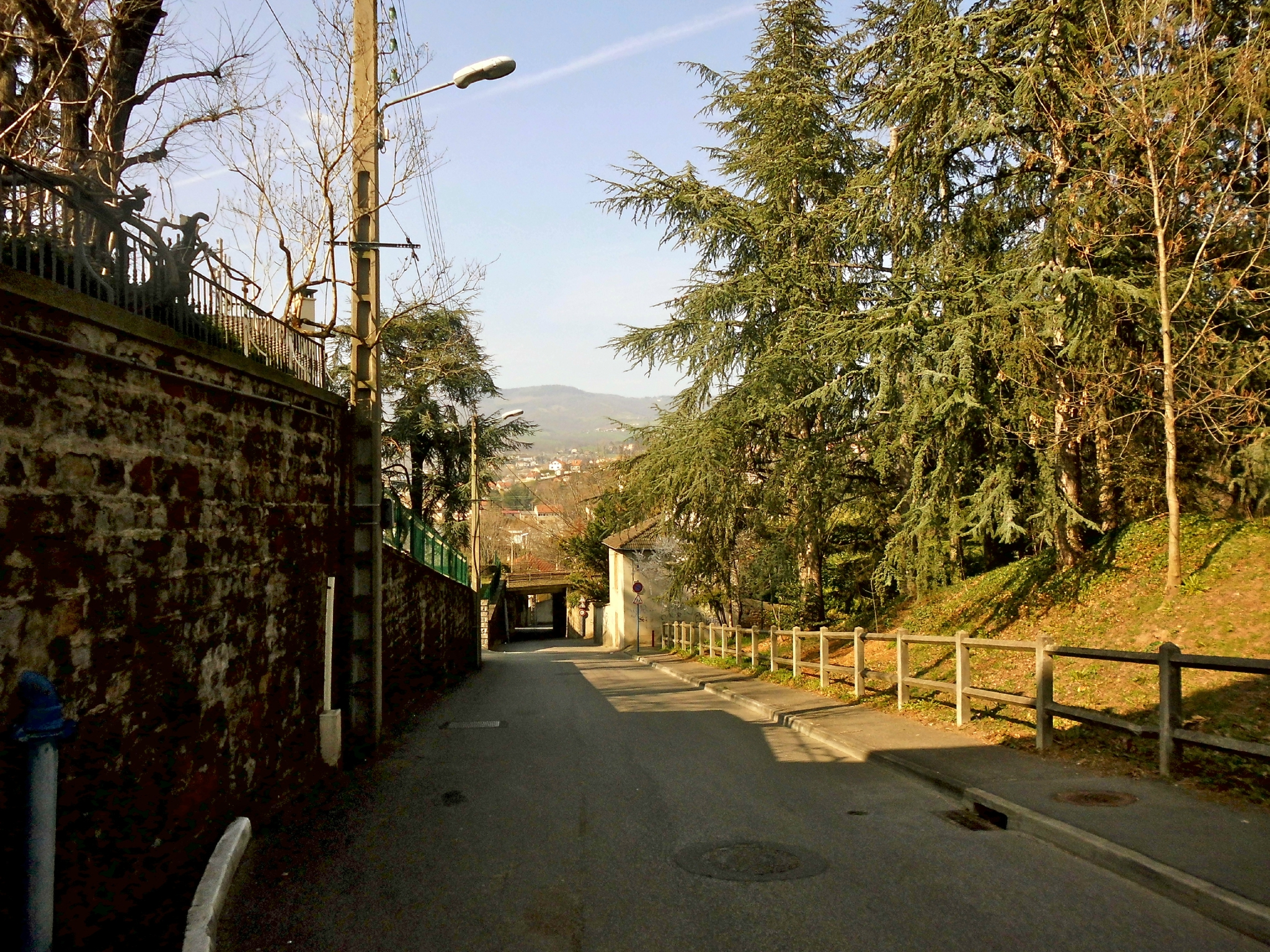
圣沙蒙市中心的一条街道

### 教育
圣沙蒙属于里昂学区。截止2019年1月1日，圣沙蒙境内共有8所幼儿园、21所小学、4所初级中学、2所普通高中、1所农业高中和4所职业高中，其中克洛德·勒布瓦高级中学2018年秋季的在校学生数量超过一千三百人，是当地规模最大的高级中学。2018至2019学年度，圣沙蒙境内共有在校中等教育阶段学生3,442名。

### 医疗
截止2019年1月1日，圣沙蒙境内共有全科医生29名、保健师32名、牙医18名、护士94名、耳科医生2名、眼科医生0名、皮肤科医生2名、助产士6名、儿科医生1名和妇科医生2名。境内共有药房15家、养老院4家、残疾人帮扶中心3家。
圣沙蒙中心医院（Centre Hospitalier de Saint-Chamond）是法国的一个区域性医疗机构，其主病区“日耶中心医院”（Centre Hospitalier de Gier）位于圣沙蒙市区，设有床位205个，是当地规模最大的公立综合性医院。

### 住房
2017年，圣沙蒙境内共有各类住房17,606套，其中31.1%为独立式居民区，68.7%为集中式居民区。常住房屋占圣沙蒙市镇范围内居民建筑总量的31.1%。

### 商业
2018年，圣沙蒙境内共有各类实体商铺757家，其中餐厅76家、大型超市6家、杂货店17家、面包房29家、肉铺15家、书店11家、装饰品店1家、银行门店16家、美容美发店64家、汽车维修店58家。市区西南部建有大型开放式商业街区。

### 体育
2019年，圣沙蒙境内共有2家游泳池、6间体育馆、1座综合体育场、9处网球场、2处马术场、5处足球或橄榄球场以及5处篮球或排球场。
圣沙蒙因篮球而闻名，圣沙蒙篮球俱乐部成立于1973年，2020至2021赛季参加法国篮球乙级联赛。
圣沙蒙境内共有4家注册足球队：
- 圣沙蒙足球俱乐部（Saint-Chamond Foot），2020至2021赛季参加奥弗涅-罗讷-阿尔卑斯大区足球联赛（法语：Ligue Auvergne-Rhône-Alpes de football）
- 圣沙蒙前进体育俱乐部（Ent.S. St Chamond），2020至2021赛季参加卢瓦尔省足球联赛
- 绿灯联盟（Association Feu Vert），2020至2021赛季参加卢瓦尔省足球联赛
- 圣沙蒙中心医院足球俱乐部（A.F.C. Centre Hospitalier Saint-Chamond）

### 环境
圣沙蒙的环境事务由其所属的公共社区负责。2018年，圣沙蒙境内共有8家污染企业。

### 治安
2018年，圣沙蒙市镇范围内有1处派出所。
2014年，圣沙蒙及附近地区共发生各类案件4,210起，其中盗窃类案件2,903起，经济类案件408起，毒品交易类案件160起。

## 文化
2019年，圣沙蒙境内共有2家电影院和1家音乐厅。圣沙蒙市政府提供多媒体中心，向公众全年开放。

### 建筑
圣沙蒙境内有多处法国国家文物保护单位，其中圣母教堂（Église Notre-Dame）、圣皮埃尔教堂等为当地的代表性建筑物。

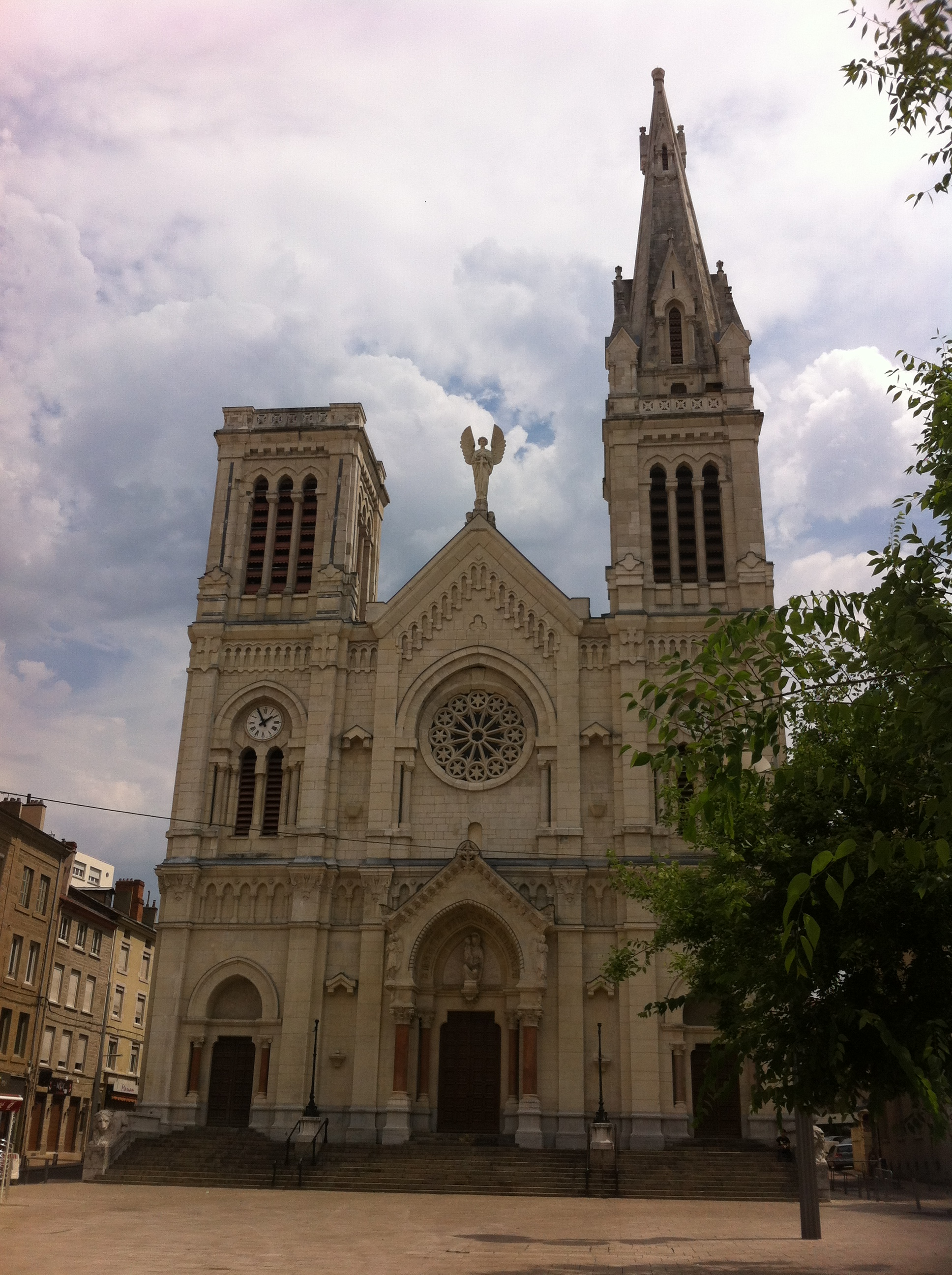
圣母教堂
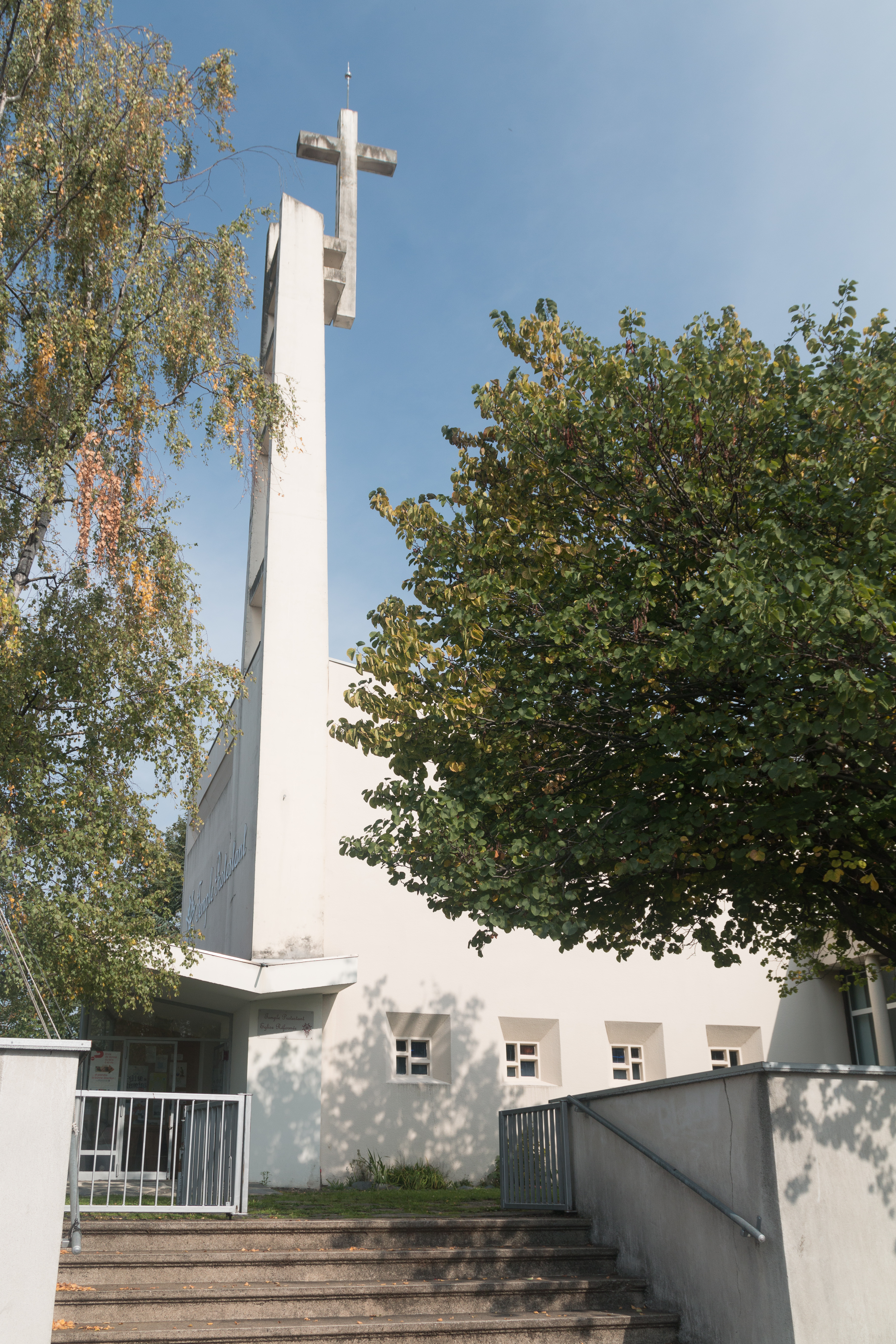
新教教堂
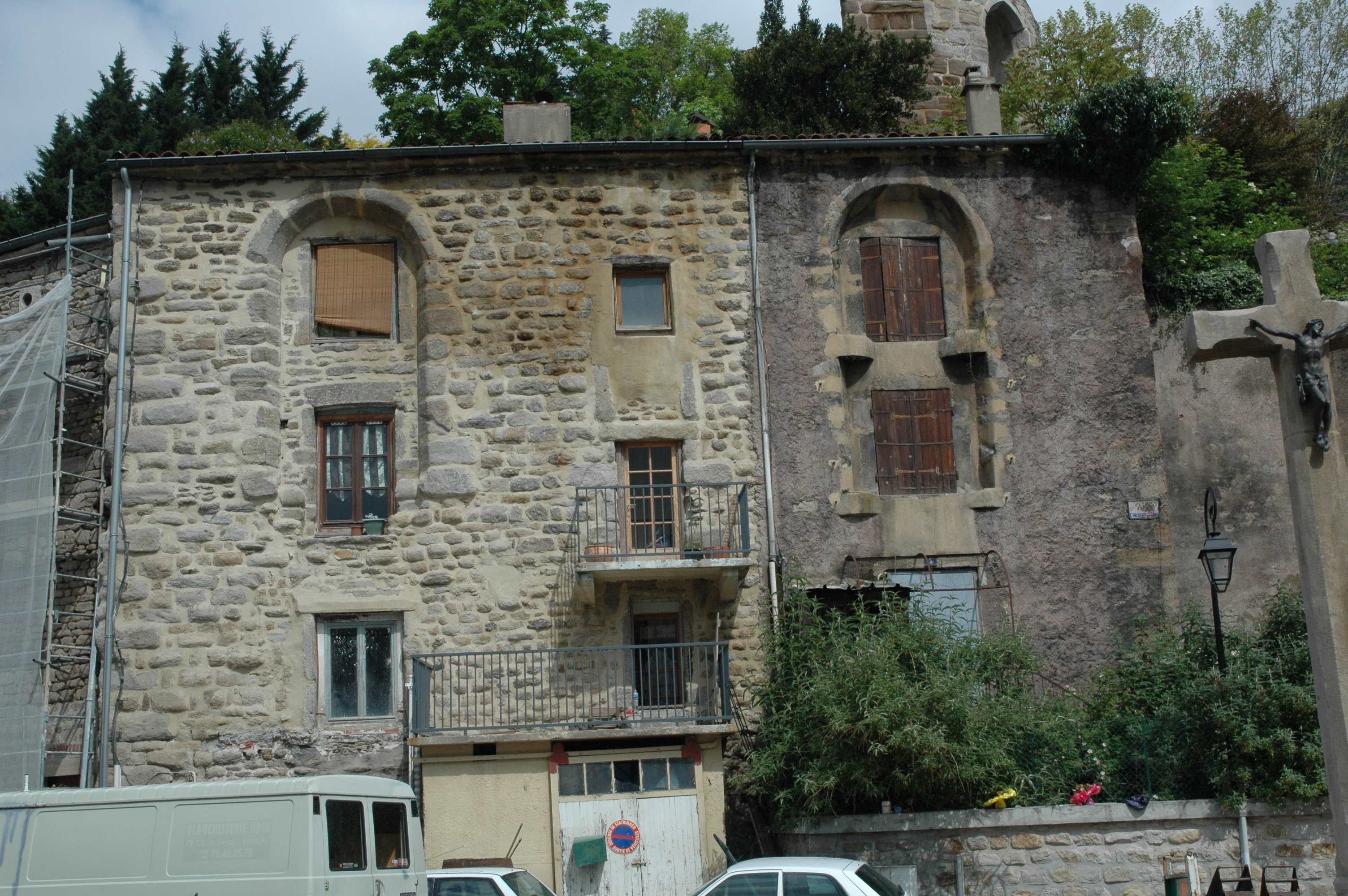
圣让巴蒂斯德教堂钟楼旧址 现改建为民居
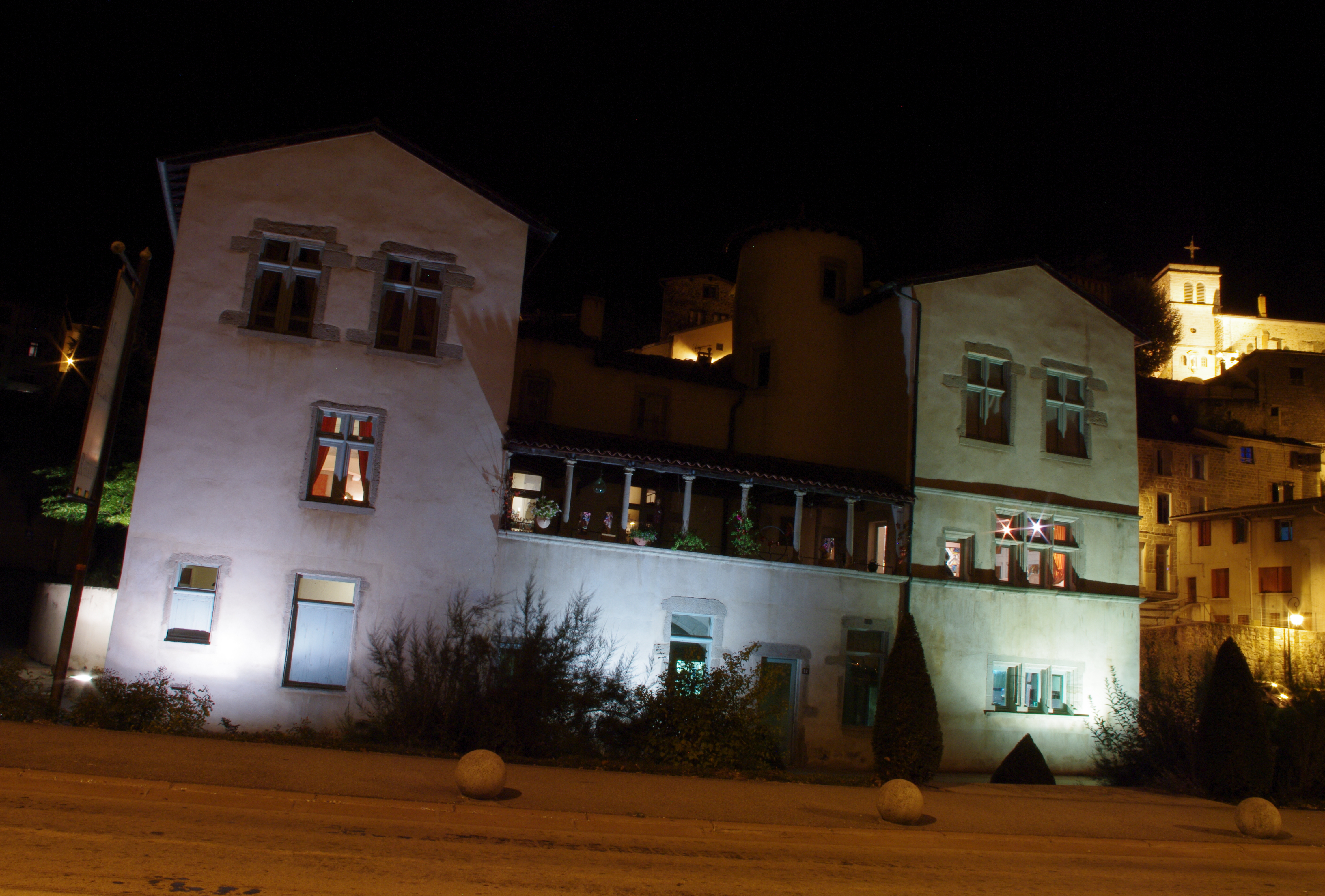
法政牧师宫殿
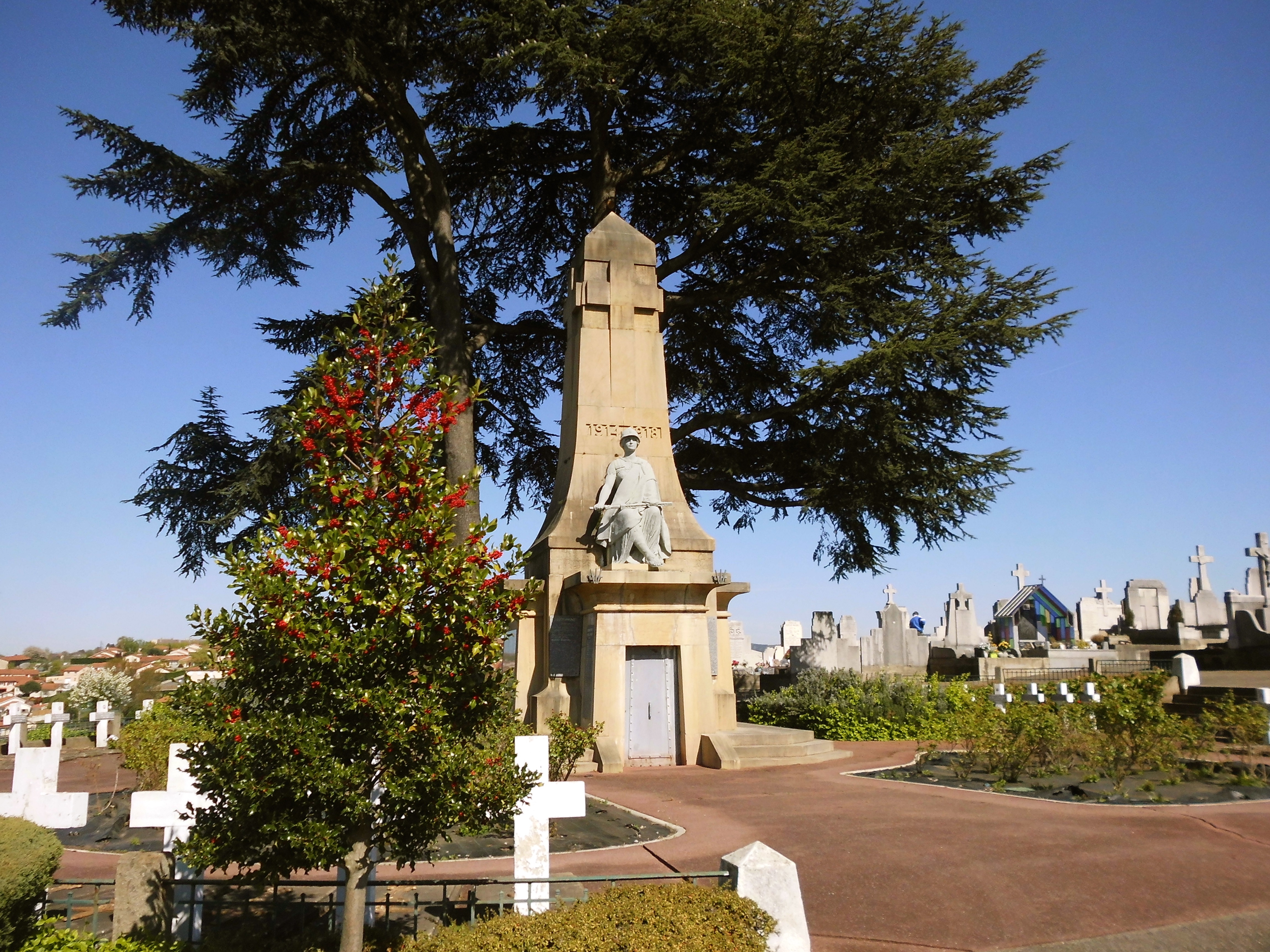
战争遇难者纪念碑

### 旅游
圣沙蒙的旅游事务由其所属的公共社区负责。2020年，圣沙蒙境内共有2家宾馆共计65间房间。

### 媒体
法国主要的媒体均可在圣沙蒙接收，法国电视三台下属的奥弗涅-罗讷-阿尔卑斯大区频道在部分时段播出圣沙蒙所属区域的地方新闻。

## 相关人物
法国司法科学家埃德蒙·洛卡德和戏剧家罗歇·普朗雄出生于圣沙蒙。法国政治家安托万·比内曾于1947至1977年间担任圣沙蒙市长职务。

## 友好城市
截至2021年1月，圣沙蒙共与两座城市互为友好城市关系：
- 德国 格雷文布罗赫
- 西班牙 圣阿德里亚-德贝索斯